# Panayótis Pipinélis
Panayótis Pipinélis (grec moderne : Παναγιώτης Πιπινέλης) est un diplomate et un homme politique grec né au Pirée en 1899. 
Il est vice-ministre des affaires étrangères de Grèce entre 1947 et 1948, puis brièvement Premier ministre de Grèce du 17 juin au 29 septembre 1963.
Le 20 novembre 1967, pendant la dictature militaire il est nommé Ministre des Affaires étrangères, position qu'il occupe jusqu'à sa mort, le 20 juin 1970.
Il est membre de la Franc-maçonnerie.

## Note
1. ↑  Evstathiou Diakopoulou, O Tektonismos stin Ellada (La Massoneria in Grecia), Ionios Philosophiki, Corfù, 2009, p. 297.